# Bianchi (Kalabrien)
Bianchi ist eine italienische Gemeinde in der Provinz Cosenza in der Region Kalabrien mit 1174 Einwohnern (Stand 31. Dezember 2023).
Bianchi liegt 54 km südlich von Cosenza. Die Nachbargemeinden sind: Carlopoli (CZ), Colosimi, Panettieri, Parenti, Sorbo San Basile (CZ) und Soveria Mannelli (CZ). Bianchi hat einen Bahnhof an der Bahnstrecke Cosenza–Catanzaro.